# Remscheid-Klasse
| Remscheid-Klasse                                     | Remscheid-Klasse | Remscheid-Klasse |
| Die als Gera gebaute Rio Salado                      | Die als Gera gebaute Rio Salado                                                                                              | Die als Gera gebaute Rio Salado                                                                                              |
| ---------------------------------------------------- | --- | --- |
| Stapellauf:                                          | ?. August 1914–8. Juni 1917                                                                                                  | ?. August 1914–8. Juni 1917                                                                                                  |
| Indienststellung:                                    | April 1915–19. August 1919                                                                                                   | April 1915–19. August 1919                                                                                                   |
| Bauwerften:                                          | Howaldt-Werft, Kiel, Bau Nr. 585/586 Flensburger Schiffsbau Gesellschaft, BauNr. 343 Bremer Vulkan, Vegesack, BauNr. 582–584 | Howaldt-Werft, Kiel, Bau Nr. 585/586 Flensburger Schiffsbau Gesellschaft, BauNr. 343 Bremer Vulkan, Vegesack, BauNr. 582–584 |
| Schwesterschiffe:                                    | Remscheid, Heilbronn. Augsburg. Gera (II), Erfurt, Nienburg, Porta                                                           | Remscheid, Heilbronn. Augsburg. Gera (II), Erfurt, Nienburg, Porta                                                           |
| Passagiere:                                          | einige 6 I.Klasse | einige 6 I.Klasse |
| Besatzung:                                           | 54 Mann | 54 Mann |
| Technische Daten                                     | | |
| Vermessung:                                          | 7848–8112 BRT | 7848–8112 BRT |
| Tragfähigkeit:                                       | 11.200–12.065 tdw | 11.200–12.065 tdw |
| Länge über alles:                                    | 144,55–144,15 m | 144,55–144,15 m |
| Breite:                                              | 18,48/18,55 m | 18,48/18,55 m |
| Tiefgang:                                            | 7,9 m | 7,9 m |
| Maschinenanlage:                                     | Dreifach-Expansions-Dampfmaschine                                                                                            | Dreifach-Expansions-Dampfmaschine                                                                                            |
| Anzahl der Schrauben:                                | 1 | 1 |
| Leistung:                                            | 4.400 PSi | 4.400 PSi |
| Höchstgeschwindigkeit:                               | 12,5 kn | 12,5 kn |
| Verbleib                                             | | |
| 1915–1919, 1927–1944 NDL 1932–1959 Verlust / Abbruch | | |

Die Remscheid-Klasse war eine Serie von zwölf Frachtern, die der Norddeutsche Lloyd für einen neuen Frachtdienst nach Ostasien in Auftrag gab und von denen sieben zwischen 1915 und 1919 fertiggestellt wurden.
Zwei wurden von den Howaldtswerken in Kiel 1915 fertiggestellt, ein weiterer 1916 von der Flensburger Schiffsbau Gesellschaft. Die restlichen vier Schiffe stellte der Bremer Vulkan, Vegesack, nach Kriegsende fertig. Bei einer Größe von 7848–8112 BRT, einer Tragfähigkeit von 11.200–12.065 tdw waren die mit einer Dreifachexpansions-Dampfmaschine von 4400 PS ausgestatteten Schiffe 12,5 kn schnell. Sie waren 144,55 bis 144,86 m lang und 18,48/18,55 m breit und hatten 54 Mann Besatzung und die Schiffe vom Bremer Vulkan eine Kabinenausrüstung für 6 Passagiere I. Klasse.
Die Entwicklung des Typs war von der Haltung des Lloyds bestimmt, dass die HAPAG sich an dem ab 1914 nicht mehr subventionierten Postdampferverkehr nach Ostasien beteiligen würde und sie dieser auf der Frachtlinie dann Konkurrenz machen müsse.
Die Frachter der Remscheid-Klasse waren den vorangehenden Australien-Frachtern der Rheinland-Klasse ähnlich. Im Gegensatz zu diesen Zweimastern mit einer Vielzahl von Ladebäumen mit Lufthutzen hatten die Schiffe der Remscheid-Klasse vier Masten und nur auf dem Vorschiff die vorgenannten Ladebaumpaare.

## Einsatz nach Auslieferung
Keines der sieben Schiffe kam während des Ersten Weltkrieges zum Einsatz.
Die von Howaldt im April 1915 fertiggestellte Remscheid (Bau-Nr. 585) wurde am 27. März 1919 nach Frankreich ausgeliefert und kam als Yang Tse für die Messageries Maritimes in Dienst. 1930 erhielt das Schiff eine Abdampfturbine des Systems Bauer Wach. Die vier Dampfkessel wurden 1933 von Kohle auf Heizöl umgestellt. Im August 1940 wurde sie von den Deutschen in Bordeaux beschlagnahmt, wurde Transporter der Kriegsmarine und wurde von der DDG Hansa als Markobrunner bereedert. 1945 fiel sie wieder den französischen Besitzern zu. 1957 verkauft, wurde sie in Saintes umbenannt und 1959 in Japan abgewrackt, nachdem sie kurzzeitig Kinokuni Maru gewesen war.
Das etwa zeitgleich fertiggestellte Schwesterschiff Heilbronn (Bau-Nr. 586) kam 1919 gleichzeitig unter britische Flagge. 1920 wurde sie die Eastminster Abbey der David Steamship und 1921 die Aagtekerk der Vereenigde Nederlandsche Scheepvaartmaatschappij (VNS). 1923 in Oostkerk umbenannt wurde das Schiff 1932 in Japan abgewrackt.
Ähnliche Lebensläufe hatten die vom Bremer Vulkan 1919 fertiggestellten, am 4. April 1919 ausgelieferte Gera (II) beziehungsweise die am 12. August ausgelieferte Nienburg (Bau-Nr. 582 und 584).
Die Gera (II) fuhr bei David Steamship als Oraino und dann 1921 unter niederländischer Flagge als Ouderkerk. 1934 eigentlich nach Italien zum Abbruch verkauft kam sie als Gianfranco wieder in Fahrt. Im Juli 1940 in Buenos Aires aufgelegt, wurde sie im August 1941 beschlagnahmt und kam jetzt unter argentinischer Flagge als Rio Salado in Fahrt und wurde erst 1954 tatsächlich abgewrackt.
Die Nienburg wurde 1921 erst Tamora und dann Meerkerk. Ab Mai 1940 lief sie unter britischer Flagge, im Oktober 1945 wieder unter niederländischer. Am 16. Juni 1946 lief sie auf der Ausfahrt nach Australien bei Westkapelle auf eine Mine und brach auseinander.
Das am 5. April 1919 ausgelieferte Schwesterschiff Erfurt (Bau-Nr. 583) ging nach kurzer britischer Bereederung 1921 als Mercier an den Lloyd Royale Belge (ab 1931 Cie Maritime Belge). Am 9. Juni 1941 wurde sie auf dem Weg nach Montreal kurz vor Neufundland durch ein deutsches U-Boot versenkt.
Die am 5. Februar 1916 von der Flensburger Schiffbau-Gesellschaft fertiggestellte Augsburg (Bau-Nr. 343) wurde am 28. März 1919 ausgeliefert und 1920 als Tremere von der Hain Steamship übernommen. 1925 wurde sie nach Verkauf zur Puriri; im Juli 1932 in Falmouth aufgelegt, wurde sie 1933 nach Japan auf Abbruch verkauft.

## LippeexPortabeim NDL
Die zuletzt fertiggestellte Porta war das einzige Schiff der Klasse, das im Frieden unter deutscher Flagge zum Einsatz kam. Am 19. August 1919 vom Bremer Vulkan mit der Baunummer 585 fertiggestellt, wurde sie am 5. September ausgeliefert und ging 1921 als City of Dunedin an die Ellerman Lines.
Im Dezember 1927 erwarb der NDL das Schiff und setzte es als Lippe nach Ostasien ein. Im August 1939 befand sich die Lippe auf dem Weg nach Ostasien und änderte auf Grund der Nachrichten den Kurs, um zurück nach Deutschland zu gelangen. Am 5. September 1939 lief sie in Narvik ein. Sie wich dann weiter nach Murmansk aus und erreichte am 6. Oktober Kiel. 1940 beim Unternehmen Weserübung nach Narvik eingesetzt, wurde sie durch britische Zerstörer am 13. April versenkt. Gehoben und repariert kam die Lippe 1941 wieder in Fahrt und wurde am 7. März 1944 vor Namsos durch ein britisches U-Boot versenkt.